# Carmine Persico
Carmine John Persico, Jr. (* 8. August 1933 in Brooklyn, New York City; † 7. März 2019 in Durham, North Carolina), auch bekannt als Junior, The Snake (englisch: Die Schlange) oder Immortal (englisch: Der Unsterbliche), war seit den 1970er Jahren das Oberhaupt der Colombo-Familie, einer der fünf Familien der La Cosa Nostra in New York City. Persico saß von 1987 bis zu seinem Tod eine 139-jährige Haftstrafe wegen Mordes und diverser anderer krimineller Machenschaften im Federal Correctional Complex, Butner, North Carolina, ab.

## Biographie

### Jugendjahre
Carmine John Persico Jr wurde als Sohn von Carmine John Persico Sr geboren. Sein Vater war ein anerkanntes Mitglied der „Luciano-Familie“ unter Charles „Lucky“ Luciano in den frühen 1930ern, die später als Genovese-Familie klassifiziert wurde. Carmine Jr. und dessen Brüder schlugen rasch ähnliche Wege wie der Vater ein.
Sein Bruder Theodore Persico war Capo der Colombo-Familie, sein älterer Bruder, Alphonse Persico (der Namensgeber von Carmine Persicos Sohnes werden sollte), starb in Haft im März 1989. Weitere Verwandte sind unter anderem seine Cousins Vittorio „Vic“ Orena und Andrew „Andy Rush“ Russo, die beide in den 1980er Jahren die Funktion des Capos innehatten.
Als Persico 17 Jahre alt war, stand er unter Mordverdacht. Ein Informant der NYPD, der nur unter dem Decknamen „Blue Angel“ (englisch: blauer Engel) bekannt war, identifizierte Persico als Täter in einem Mordfall. Bevor Carmine Persico jedoch angeklagt werden konnte, gestand sein älterer Bruder Alphonse „Allie Boy“ die Tat und wurde zu 20 Jahren Haft verurteilt. In den späten 1940ern machte Persico Bekanntschaft mit Joseph „Crazy Joe“ Gallo und dessen Brüdern, die zuerst zu Verbündeten und später zu Todfeinden wurden.

### Aufnahme in die Profaci-Familie
In den 1950ern wurde Persico unter Giuseppe „Joe“ Profaci zu einem „gemachten Mann“ der Profaci-Familie – er wurde Vollmitglied der später als Colombo-Familie klassifizierten Clans der La Cosa Nostra.
Schnell war er in eine Reihe illegaler Machenschaften verwickelt, wie zum Beispiel Erpressung, illegales Glücksspiel, Drogenhandel und – da er auch eine Reputation als einer der härtesten Mobster in Brooklyn aufwies – im Speziellen auch Mord.

### Der Krieg zwischen Gallo und Profaci
Nachdem die Gallo-Brüder ungefähr zur selben Zeit wie Persico Jr. in die Familie aufgenommen worden waren, wurden sie schnell zu Legenden in New York City.
Nachdem Giuseppe Profaci, der von den Gallo-Brüdern seit Jahren Abgaben eingefordert hatte, den Mord an deren früheren Mitglied Frank „Frankie Shots“ Abbatemarco organisiert hatte, wurden sie von Carlo Gambino und Thomas Lucchese angeheuert, die Allianz zwischen Profaci und Bonanno zu untergraben.
Im Februar 1961 organisierten Gallo und Persico die Geiselnahme prominenter Profaci-Mitglieder, wie zum Beispiel den langjährigen Unterboss Joseph „Joe Maylak“ Magliocco und den damaligen Capo Joseph „Joe C.“ Colombo, um einen Wechsel an der Spitze der Familie zu erzwingen. Bei einem Treffen der Gallos mit Carmine Persico und Profacis Consigliere Charles „Charlie the Sidge“ Lociciero forderten sie im Gegenzug für die Freilassung der Geiseln Änderungen in der Aufteilung der Profite innerhalb der Gruppierungen. Profaci willigte ein, ließ das Angebot jedoch kurze Zeit später von Charles Locicero zurückziehen, um Zeit zu gewinnen, seinerseits einen Gegenschlag zu planen.

### Der Seitenwechsel
Im August 1961 wurde ein Mordanschlag gegen Larry Gallo in einer Bar verübt, der nur dadurch verhindert wurde, weil ein zufällig vorbeikommender Polizist den Auftragskiller bei seiner „Arbeit“ überraschte und Gallo dadurch fliehen konnte. Besondere Bedeutung bei diesem Anschlag kam Carmine Persico zu, denn das geplante Treffen mit Larry Gallo wurde unter dem Vorwand vereinbart, dass Persico zu den Gallo-Brüdern zurückwechseln wollte. Diese Attacke sowie die wechselnden Loyalitätseinstellungen bildeten seither den Ursprung des Spitznamens „The Snake“ (am: die Schlange), welchen Persico erhalten sollte.
Als Gegenzug für das verübte Attentat auf ihren Bruder begannen die Gallos daraufhin Profacis Männer zu attackieren, und auch auf Carmine Persico wurde mehrere Male geschossen.

### Profacis Tod
Ende des Jahres 1961 gelang dem FBI ein Schlag gegen die Gallo-Brüder und Joseph „Crazy Joe“ Gallo wurde wegen Erpressung verhaftet. Aber obwohl Gallo hinter Gittern saß, agierten die verbliebenen Mitglieder der Gallo-Fraktion gegen die Profacis. Am 6. Juni 1962 erlag der langjährige Boss Giuseppe „Joe“ Profaci seinem Lungenkrebs, und Joseph „Joe Maylak“ Magliocco nahm dessen Platz in der Familie ein.
Die Kommissionsmitglieder Carlo Gambino und Tommy Lucchese und auch die Gallos waren mit dieser Entscheidung nicht einverstanden.

### „Hartnäckig, kämpferisch und unsterblich.“
In der Hoffnung, den neuen Boss Magliocco dadurch zu schwächen, wurde dessen stärkster und kämpferischster Mann, Carmine Persico, 1963 erneut die Zielscheibe der Gallos.
In Persicos Auto wurde eine Bombe platziert, jedoch überlebte er den Anschlag leicht verletzt. Am 19. Mai desselben Jahres wurde Persico in das Gesicht, die Hand und die Schulter geschossen (laut dem Mafia-Experten Jerry Capeci geschah das während eines „Drive-by-Shooting“ der Gallos). Es wird berichtet, dass Persico kurzerhand eine der Kugeln, die in sein Gesicht eingedrungen war, einfach wieder ausspuckte, was ihm den Namen „The Immortal“ (der Unsterbliche) einbrachte.
Bei einem weiteren Zwischenfall einige Tage später wurde einer von Persicos Männern, Hugh McIntosh, in einen Hinterhalt gelockt und angeschossen, jedoch überlebte er den Angriff. Später im selben Jahr wurden beide Männer, Persico und McIntosh, wegen Entführung und Erpressung festgenommen.

### Die Gallo-Brüder geben auf
Nach fast vier Jahren im internen Krieg gegen Persico erkannten die übrig gebliebenen Gallos, dass ihre Macht nicht ausreichte, weiter gegen die erstarkte Maglioccio-Fraktion anzukämpfen. Im Herbst des Jahres 1963 gab schließlich der inhaftierte „Crazy“ Joe Gallo endgültig den Kampf auf.

### Die Familie unter Magliocco
Nachdem der Krieg der Gallos gegen Profaci beendet war, schlossen sich Joseph „Joe Maylak“ Magliocco und das Oberhaupt der Bonanno-Familie Joseph „Joe Bananas“ Bonanno zusammen und begründeten die Bonanno/Profaci-Allianz. Durch diesen Zusammenschluss wurden sie mächtiger denn zuvor.
Joe Bonanno hatte sich das Ziel gesetzt, die konkurrierenden Oberhäupter der Gambino- und Lucchese-Familie ermorden zu lassen, um so zusammen mit Magliocco das National Crime Syndicate endgültig zu dominieren. Joseph Colombo wurde beauftragt, Bonannos Pläne durchzuführen. Doch anstatt sie auszuschalten, weihte Joe Colombo Carlo Gambino und Tommy Lucchese in Bonannos Pläne ein. Daraufhin sollten sich Bonanno und Magliocco der Kommission des National Crime Syndicate stellen. Joe Bonanno tauchte unter, Magliocco stellte sich seiner Taten. Er wurde zu einer Strafe von 50.000 Dollar verurteilt und musste als Boss der Familie zurücktreten.
Daraufhin wurde Joe Colombo als neuer Boss der Familie eingesetzt. Seitdem ist die Familie auch unter ihrem jetzigen Namen bekannt. Colombo ernannte Carmine Persico, welcher während dieser Zeit gerade eine Haftstrafe wegen Erpressung und Entführung absaß, zu seinem Capo.

### Capo unter Colombo
Joe Valachi sagte über Carmine Persicos Zeit als Caporegime folgendes: „Wann auch immer es Geschäfte auf den Straßen zu machen gab, war Persico zur Stelle.“
Erpressung, illegales Glücksspiel, Entführungen, Raubüberfälle und vor allem auch Auftragsmorde waren die Spezialitäten von Persicos Männern, die so in den späten 1960er Jahren schnell zu einer der profitabelsten Crews der gesamten Colombo-Familie wurden.

### Das Attentat auf Colombo
Am 28. Juni 1971, bei einer Kundgebung der „Italian-American Civil Rights League“, wurde auf Joe Colombo geschossen. Carmine Persico befand sich inmitten der Zuseher. Einer der Attentäter, Jerome Johnson, wurde von Colombos Bodyguards noch vor Ort erschossen, ein zweiter konnte unerkannt flüchten.
Carlo Gambino und Carmine Persico wurden daraufhin – zusammen mit einem Dutzend anderen Mafiosi – verhaftet und verhört. Auch der inhaftierte Joseph Gallo, der als einer der Hauptverdächtigen galt und solch einen Vergeltungsschlag leicht auch vom Gefängnis aus hätte organisieren können, wurde zum Verhör bestellt. Der Fall konnte jedoch nicht aufgeklärt werden.
Colombo hatte die Schießerei zwar überlebt, fiel daraufhin aber in ein Wachkoma, aus dem er bis zu seinem Tod, sieben Jahre später am 22. Mai 1978, nicht mehr erwachte.

### Aufstieg innerhalb der Familie
Nachdem Colombo nicht mehr in der Lage war, wurde Carmine Persico als neuer „acting boss“ der Familie vorgeschlagen. Er stand zu dieser Zeit jedoch unter ständiger Polizeiüberwachung und Strafverfolgung, daher degradierte Persico sich zum Unterboss und setzte während seines Prozesses vor Gericht Vincenzo „Vinny“ Aloi als neuen Boss ein. Obwohl Carmine so nicht das offizielle Oberhaupt war, behielt er damit trotzdem die volle Kontrolle über die Familie.

### Crazy Joe
Im Jahre 1971 wurde „Crazy Joe“ Gallo nach zehnjähriger Haftstrafe aus dem Gefängnis entlassen.
Persicos Zukunft als Boss sah nicht sehr rosig aus, da vermutet wurde, dass Gallo bereit für einen weiteren Schlag gegen die Colombos sei.
Am 7. April 1972 feierte Joe Gallo zusammen mit einigen Freunden seinen Geburtstag. Gallo, dessen Bodyguard und vier Begleiterinnen suchten in Little Italy in Downtown Manhattan ein Restaurant, das noch geöffnet hatte. In Umbertos Clam House in der Mulberry Street wurden sie schließlich fündig. Jedoch wurde die Feier unterbrochen, als plötzlich ein Gangster das Feuer auf sie eröffnete. Gallo wurde mehrfach getroffen und verstarb noch am Tatort.
Carmine Persico wurde daraufhin als Verdächtiger verhaftet, jedoch aufgrund fehlender Beweise wieder freigelassen. Später wanderte Persico wegen Kreditbetrug und Erpressung von 1973 bis 1979 ins Gefängnis. Trotz langer Gefängnisstrafen war er immer noch Unterboss der Familie und konnte seine Stellung dank der Ernennung verschiedener ihm getreuen Straßenbosse, unter anderem Gennaro „Jerry Lang“ Langella, halten. Nachdem Persicos Bruder Alphonse aus dem Gefängnis entlassen worden war, nahm dieser die Stelle des „acting boss“ in der Familie ein.

### Auf der Flucht
Persico war zu dieser Zeit auf freiem Fuß, war wegen verschiedener Anklagen, die gegen ihn liefen, unter anderem wegen Mord und Erpressung, untergetaucht und wurde am 31. Januar 1985 vom FBI in die Ten Most Wanted-Liste der flüchtigen Verbrecher aufgenommen. Währenddessen wurde Gennaro „Jerry Lang“ Langella als „acting boss“ eingesetzt. Persico wurde am 15. Februar 1985 zusammen mit zehn anderen hohen Mitgliedern der Fünf Familien von New York City festgenommen und im „Mafia Commission Trial“ angeklagt.

### Der Prozess und das Urteil: de facto lebenslänglich
Carmine „Junior“ Persico wurde im Frühjahr 1985 wegen Mordes, Verschwörung und illegaler Geschäftemacherei angeklagt. Aufgrund seiner langjährig gesammelten Erfahrungen in unterschiedlichsten Gerichtsverfahren wollte er sich in diesem Prozess trotz Warnung des verhandelnden Richters selbst verteidigen.
Wie bei hochrangigen Mitgliedern der „Familie“ üblich, stand ihm selbstverständlich ein Rechtsbeistand von mehreren Anwälten zur Seite, um sich auf die Fragen der Staatsanwaltschaft vorzubereiten.
Aber auch trotz deren Hilfe wurde er vor Gericht für schuldig befunden. Er wurde in diesem ersten Prozess zu 39 Jahren Gefängnis verurteilt. Ein halbes Jahr später verurteilte man ihn in einem weiteren Prozess zu anschließend zu verbüßenden 100 Jahren Gefängnis. Des Weiteren wurde er zu einer Geldstrafe von 250.000 US-Dollar verurteilt.

### Brooklyn-Rivalitäten und der dritte Colombo-Krieg
Nach Persicos Verurteilung leitete er die Familie weiter von seiner Gefängniszelle im „Lompoc Federal Penitentiary“ in Kalifornien aus. Er setzte mehrere vertraute Personen als „street bosses“ ein; unter anderem seinen Cousin Vittorio „Vic“ Orena. Dieser jedoch wollte selbst an die Spitze der Familie und so kam es zum Kampf zwischen den Befürwortern Orenas (zu denen unter anderem auch der „acting boss“ der Gambino-Familie, John Gotti, zählte) und Persicos Anhängern. Persico fühlte sich von Orena bedroht und so ließ er seinen Consigliere Carmine Sessa einen Anschlag auf Orena durchführen. Am 20. Juni 1991 umstellte ein Fünf-Mann-Team Orenas Haus in Long Island. Einer der Männer gab Schüsse ab, bevor die anderen vier in Position standen, und so gelang es Vic Orena, rechtzeitig zu fliehen. Der Angriff schlug fehl und niemand wurde verletzt.
Im Namen seines Bosses forderte Sessa anschließend die Kommission auf, einzugreifen und beschrieb Orena vor der Kommission als abtrünniges Mitglied, der seinen Boss betrogen hatte. Seiner Meinung nach war die einzige Möglichkeit, dieses Problem zu lösen, die Beseitigung von Orena. Doch die Kommission griff nicht ein.
So forderte der Colombo-Krieg zwölf Mordopfer und 15 Verletzte, bis im Jahre 1993 die gesamte Orena-Fraktion vom FBI hochgenommen wurde. Einige Tage danach wurden über 40 Mitglieder der Persico-Crew verhaftet.
Während der Verhandlung sagte der von Persico als Unterboss eingesetzte Gregory Scarpa Sr. als Informant gegen dutzende Mitglieder der Colombo-Familie aus. Unter anderem belastete er auch Vittorio Orena.
Orena und seine Untergebenen wurden zu lebenslänglichen Haftstrafen verurteilt und aus der Colombo-Familie ausgeschlossen. Carmine Persico und der Rest seiner Männer sahen sich daher als Gewinner des Gang-Krieges.

### Neue Familienstrukturen
In den Jahren 1991–93, zu Zeiten des Colombo-Krieges, galt Persicos Sohn Alphonse „Little Allie Boy“ Persico als heißer Kandidat für den Posten des „acting boss“. Da aber mehrere Prozesse gegen ihn liefen, entschied sich Carmine dafür, ein Drei-Mann-Komitee, bestehend aus seinem Bruder Theodore „Teddy“ Persico, Joseph Baudanza und Joseph „T.“ Tomasello, an die Spitze der Familie zu stellen.
Als jedoch 1994 Andrew „Andy Mush“ Russo, ein mächtiges Mitglied der Colombo-Familie und ebenfalls mit Persico verwandt, aus der Haft entlassen wurde, ernannte er diesen zum „acting boss“.

### Gefängnisaufenthalt
Als Persico 1985 zu lebenslänglicher Haft verurteilt wurde, brachte man ihn in die Strafanstalt in Lompoc, Kalifornien. Seine Häftlingsnummer lautete 74666-158.
In Haft lernte er Joseph „J.R.“ Russo kennen, ein ehemaliger Consigliere der Patriarca-Familie und früheres Mitglied der Lucchese-Familie.
Obwohl er für den Rest seines Lebens hinter Gittern sitzen soll, gründete Persico zusammen mit Russo und zwei anderen Männern eine Band namens „Lompoc Four“. Russo spielte dort Gitarre und Persico saß am Schlagzeug. Russo verstarb jedoch im Jahr 1998. Persico saß noch bis ins Jahr 2004 in Lompoc. Dann wurde er in ein Gefängnis in North Carolina verlegt.

### Alphonse Persico
1999 wurde schließlich doch Alphonse „Little Allie Boy“ Persico das Oberhaupt der stark geschwächten Colombo-Familie. Jedoch sollte er dieses Amt nur kurze Zeit innehaben, denn 2000 wurde er zu 18 Monaten Haft wegen unerlaubten Waffenbesitzes verurteilt. Die Küstenwache hatte auf seinem Boot vor Florida eine geladene .38er Handfeuerwaffe und eine Schrotflinte sichergestellt.
Am Tag seiner Entlassung, am 24. Januar 2001, wurde er erneut in New York angeklagt, diesmal wegen Kreditbetruges. Am 20. Dezember 2001 gestand „Allie Boy“ seine Schuld und er wurde zu 13 Jahren Haft und einer Geldstrafe von insgesamt einer Million Dollar verurteilt.
Später, in den Jahren 2004 und 2007, wurde er wegen eines Mordkomplotts verurteilt. Wie sein Vater wird auch Alphonse wohl den Rest seines Lebens im Gefängnis verbringen.

### Letzte Lebensjahre
Experten gingen davon aus, dass Carmine Persico auch im Gefängnis die Kontrolle über die Familie hatte. In den gut 50 Jahren, in denen er in der Colombo-Familie tätig war, wurde sein Name mehr als nur einmal mit verschiedenen Mordanschlägen in Verbindung gebracht, er überlebte drei familieninterne Kriege und es wurde mehr als zwanzig Mal auf den „Unsterblichen“ geschossen.
Persico war auch einer von nur drei Männern, die seinerzeit im Mafia-Commission-Trial angeklagt wurden und 2019 noch am Leben waren.